# Grässjön (Almundsryds socken, Småland)
Grässjön är en sjö i Tingsryds kommun i Småland och ingår i Mieåns huvudavrinningsområde.